# Boris Georgievitsj Pertsjatkin
Boris Georgievitsj Pertsjatkin (Russisch: Бори́с Гео́ргиевич Перча́ткин) (7 januari 1946) is de beroemdste deelnemer aan de religieuze emigratiebeweging Nachodka van eind jaren zeventig, begin jaren tachtig, een mensenrechtenactivist die in de Verenigde Staten lobbyde voor de adoptie van het “Lautenberg-amendement” in 1989, als gevolg waarvan ongeveer 1 miljoen mensen uit de landen van de voormalige USSR naar de Verenigde Staten emigreerden.

## Biografie
Boris Pertsjatkin werd geboren in de familie van een militaire piloot die kort na de geboorte van Boris omkwam bij een auto-ongeluk. Enige tijd na de dood van haar eerste echtgenoot hertrouwde de moeder van Boris met een militair, die in 1953 werd gearresteerd wegens het niet opvolgen van bevelen tijdens de rellen en 25 jaar ballingschap kreeg in de Vorkoeta-kampen. Op 16-jarige leeftijd vond Boris een pinksterkerk in de stad Nachodka, waar hij zich bij aansloot. Later verzamelde hij informatie over de vervolging van gelovigen en deelde deze actief met buitenlandse journalisten.
In 1976 legde Pertsjatkin, samen met zijn medewerkers Vasily Patrusjev, V.A. Burlatsjenko en Vladimir Stepanov, contact met dissidenten in Moskou en ontving aanbevelingen ‘om de emigratiegolf in een georganiseerde richting te sturen’. In hetzelfde jaar arriveerde een vertegenwoordiger van de Moskouse Helsinki Groep, L.V. Voronina, in Nachodka. Begin dit jaar streefde Pertsjatkin actief naar het massale vertrek van Pinkstermensen uit de USSR. In hetzelfde jaar stuurde Pertsjatkin oproepen naar de VN, de Wereldraad van Kerken en de staatshoofden die de Helsinki-akkoorden ondertekenden, waarin hij sprak over de voortdurende vervolging van gelovigen in de USSR.
In 1977 sprak hij samen met Nikolai Goretoi ter verdediging van de gearresteerde dissidenten Alexander Ginzburg, Yuri Orlov en Anatoly Sharansky, waarbij namens de pinkstergelovigen een beroep deed op christenen van de wereld. In hetzelfde jaar nam hij samen met andere christenen van verschillende denominaties deel aan een openbare hongerstaking, met als doel toestemming te verkrijgen voor vervolgde christenen om de USSR te verlaten.
Op 20 december 1978 probeerde Pertsjatkin via het Nachodka-postkantoor een felicitatie-nieuwjaarstelegram naar de President van de Verenigde Staten Jimmy Carter te sturen met een verzoek om aandacht voor degenen die geen vrijheid van godsdienst hebben.
Sinds 1979 voerde hij organisatorisch werk uit om een Centrum voor Emigratiegerichte Gelovigen in de USSR op te richten, waarbij hij beweerde de leider ervan te zijn. In 1980 werd hij verkozen tot secretaris van de opgerichte Raad van Sovjet-Pinksterkerken die geneigd waren te emigreren. Eind 1979 schreef Pertsjatkin een verklaring ‘Aan het Congres en de regering van de Verenigde Staten, de regeringen van Canada, Australië, Engeland, Duitsland, Frankrijk en Italië’, waarin hij sprak over de Sovjetrealiteit, de programmabepalingen van de CPSU over religieuze kwesties in de USSR en schetste de Sovjetwetgeving over religieuze sekten.
Hij was het meest actieve lid van de commissie van gelovigen die een emigratieaanvraag indienden . De Sovjetregering organiseerde de vervolging van Pertsjatkin en zijn gezin door de publicatie van artikelen in de centrale stadskrant: ‘Hypocriete groot- en detailhandel’, ‘Overtuigingen van gemakzucht’, ‘Voordat het te laat is’, enz.
Op 21 augustus 1980 werd Pertsjatkin gearresteerd in Nachodka, en eind maart 1981 werd hij veroordeeld op grond van artikel 190.1 van het Wetboek van Strafrecht van de RSFSR wegens het verspreiden van “opzettelijk valse verzinsels die de Sovjetstaat en het sociale systeem in diskrediet brachten” 2 jaar gevangenisstraf. Volgens het radiostation Voice of America zijn tijdens het onderzoek en tijdens de rechtszaak chemicaliën op Pertsjatkin gebruikt, waardoor hij het bewustzijn verloor.
In augustus 1982 werd Pertsjatkin vrijgelaten en bleef vervolgens het recht zoeken om uit de USSR te emigreren. In februari 1983 werd hij opnieuw gearresteerd en vervolgens op grond van deel 2 van artikel 218 van het Wetboek van Strafrecht van de RSFSR veroordeeld tot 1,5 jaar wegens het illegaal dragen van koud wapen.
In 1987 stelde Pertsjatkin een rapport op voor het Amerikaanse Congres ‘Over de staat van religie in de USSR’. Dit rapport werd voorgelezen in het Amerikaanse Congres en Pertsjatkin werd uitgenodigd voor een ontmoeting met de Amerikaanse minister van Buitenlandse Zaken Shultz om te praten over religieuze migratie, evenals met de opperrechter van het Hooggerechtshof van de Verenigde Staten, Rehnquist en de Amerikaanse onderminister van Buitenlandse Zaken voor Religieuze Zaken. In mei 1988, toen de Amerikaanse president Ronald Reagan voor een officieel bezoek naar de USSR kwam voor een ontmoeting met Gorbatsjov, werd Pertsjatkin uitgenodigd voor een ontmoeting met Reagan's vrouw, Nancy Reagan, als onderdeel van een delegatie van 40 mensen om de kwestie van de godsdienstvrijheid te bespreken in de Sovjet-Unie. Op 30 mei 1988 vertegenwoordigde Pertsjatkin Sovjet-protestanten op deze bijeenkomst. Ongeveer twee uur lang vertelde hij Nancy Reagan over de stand van zaken met betrekking tot de vrijheid van godsdienst in de USSR, waarna Nancy Reagan Pertsjatkin uitnodigde om een rapport over de situatie van religie in de USSR voor te lezen aan het Amerikaanse Congres.
Op 26 juli 1988 emigreerde Pertsjatkin samen met zijn hele gezin naar de VS. Op 4 augustus sprak hij op het Amerikaanse Congres met een rapport over de genocide op gelovigen in de USSR, dat hij vervolgens besprak met congresleden, senatoren en diplomaten. Het resultaat van deze discussies was de goedkeuring in 1989 van het ‘Lautenberg Amendement’, genoemd naar de democratische senator uit New Jersey, Frank Lautenberg. In het eerste decennium van dit amendement kwamen ongeveer 350.000 religieuze migranten de Verenigde Staten binnen, en in de periode tot 2010 ongeveer 1 miljoen. De massale uittocht van Pinkstermensen uit Nachodka begon in 1988, toen 152 volwassenen vertrokken, jonge kinderen niet meegerekend. In 1989 emigreerden 45 volwassen Pinkstermensen uit Nachodka.
Terwijl hij in de Verenigde Staten was, creëerde Pertsjatkin zijn eigen website, waarop hij de details beschreef van zijn arrestatie en gevangenschap tijdens de emigratiestrijd en organiseerde hij de christelijke mensenrechtenorganisatie ARRC (American-Russian Relief Committee). Hij publiceerde ook een autobiografisch boek, Vuur paden, dat verschillende keren werd herdrukt.

## Vermeldingen
Boris Pertsjatkin werd, naast andere politieke gevangenen, genoemd door Andrej Sacharov in zijn artikel ‘Verantwoordelijkheid van wetenschappers’, geschreven in 1981.

## Opmerkingen
1. 1 2 3 4  (ru) Он спас 1 млн человек. Сегодня они не могут собрать ему на операцию. Как же так?. www.nashaamerica.com. Gearchiveerd op 26 september 2023. Geraadpleegd op 26 september 2023.
2. ↑  Ostrovskaja 2017, p. 68.
3. 1 2 3 4 5  Romanovitsj.
4. 1 2  Semjonova.
5. ↑  Ostrovskaja 2017, p. 68—69.
6. ↑  Ostrovskaja 2017, p. 66.
7. ↑  (en)  (9 oktober 1977). Zenon Snylyk (red.). Dissidents fast across USSR. The Ukrainian Weekly LXXXIV (222): 2 (Ukrainian National Assotiation: Jersey City).  Gearchiveerd van origineel op 26 september 2023.
8. 1 2 3 4 5 6 7 8 9 10  Ostrovskaja 2017, p. 69.
9. ↑  (ru) Андрей Дементьев (2011). АВЕН-ЕЗЕР. Евангельское движение в Приморье 1898-1990 годы. Русский остров, Vladivostok, p. 213. ISBN 978-5-93577-054-2. Gearchiveerd op 25 september 2023.
10. 1 2  Chronology of Soviet Dissidence: January 1970 through December 1982 (gearchiveerd) Rapport (gearchiveerd)
11. 1 2 3 4 5  Gura 2018, p. 173.
12. ↑  (ru) Фото. russiainphoto.ru. Gearchiveerd op 26 september 2023. Geraadpleegd op 26 september 2023.
13. ↑  (ru) Футорный Виталий (11 augustus 2013). 25-летие начала исхода. Диаспора. Славянская общественная газета. 16 (15) (Sacramento).
14. ↑  Персональный сайт Бориса Перчаткина. Gearchiveerd op 26 september 2023. Geraadpleegd op 25 september 2023.
15. ↑  (en) Europe, United States Congress Commission on Security and Cooperation in (2007). Unregistered Religious Groups in Russia: Hearing Before the Commission on Security and Cooperation in Europe, One Hundred Ninth Congress, First Session, April 14, 2005. U.S. Government Printing Office. ISBN 978-0-16-077910-7.
16. ↑  (ru) Сахаров. Ответственность учёных. Gearchiveerd op 2 oktober 2023. Geraadpleegd op 25 september 2023.